# 西氏安巴鰍
西氏安巴鰍為輻鰭魚綱鯉形目沙鰍科的其中一種，又名小沙鰍，為熱帶淡水魚，被IUCN列為瀕危保育類動物，市面上又名棋盤鼠、網球鼠，因過度捕撈而瀕臨絕種。

## 分布
本魚分布於亞洲湄公河及湄南河流域。

## 特徵
本魚鍊狀深色圖紋遍布淺金黃色魚體的上半部。成魚的圖紋延伸到魚體側腹，鍊狀圖紋的下方有一道黑色條紋從吻部直至尾鰭。腹面呈白金色，除尾鰭外，所有鰭均無色，具四對觸鬚。體長可達5.5公分。

## 生態
本魚通常棲息於中到大型的河與被水淹沒的田野。性情溫和，喜群游活躍，日行性，屬雜食性，以無脊椎動物等為食。

## 經濟利用
為觀賞性魚類。

## 扩展阅读
維基物種上的相關：西氏安巴鰍